# マリナー8号

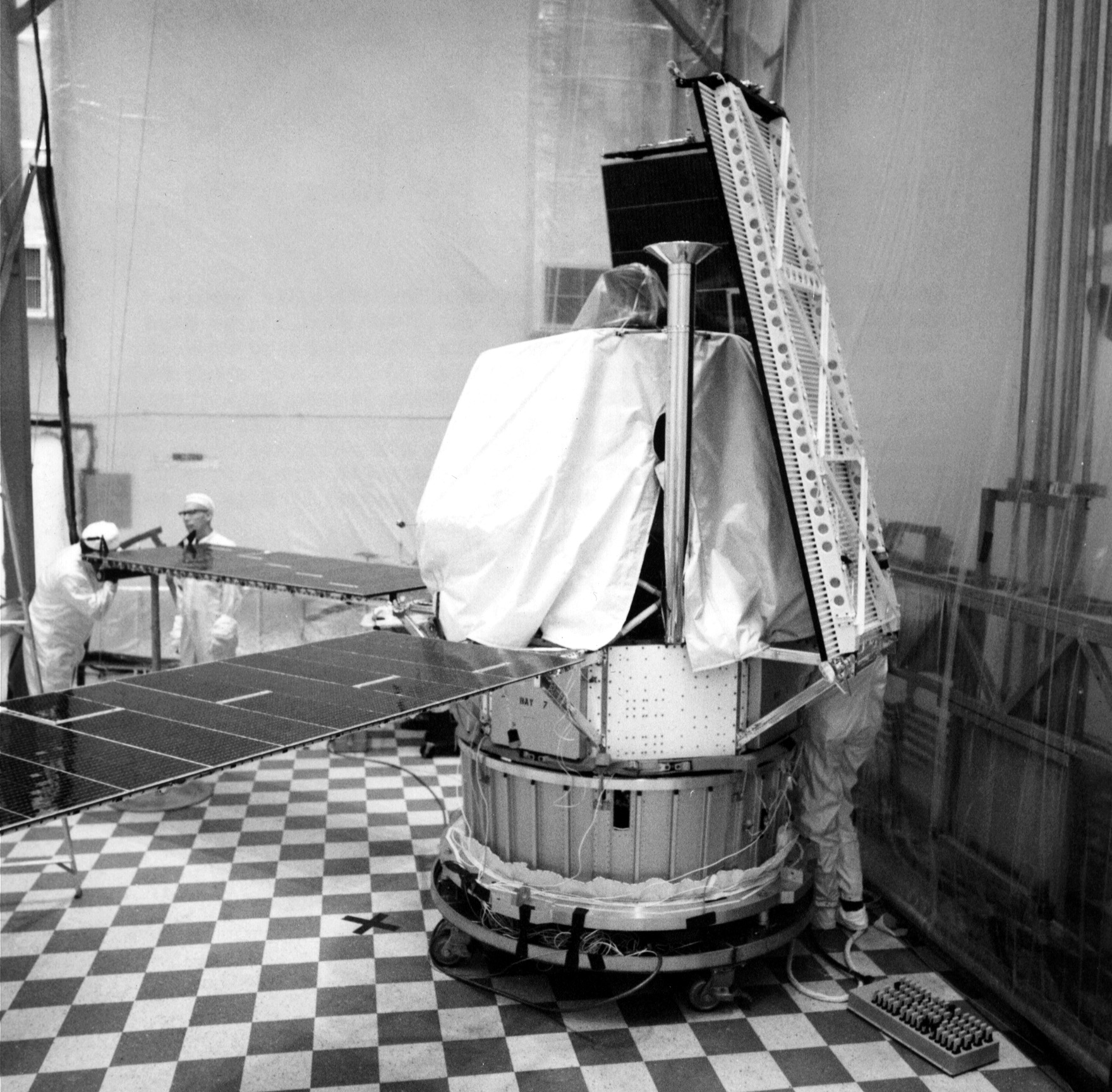
組み立て中のマリナー8号

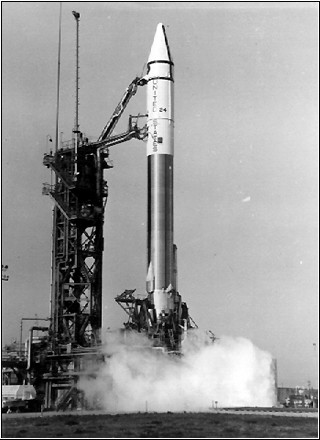
マリナー8号の打ち上げ

マリナー8号 (Mariner 8) は、アメリカ航空宇宙局 (NASA) の火星探査機。1971年5月9日に打ち上げられたものの墜落し、計画は失敗した。

## 概要
マリナー計画の一部として、火星探査を目的に、マリナーHおよびマリナーIのペアの探査機が計画された。このうち、マリナーHがマリナー8号、マリナーIがマリナー9号である。8号はアトラス・セントールロケットにより、1971年5月9日にケープカナベラルのアメリカ東部宇宙ミサイルセンター (ESMC)より打ち上げられた。打ち上げ265秒後よりエンジンが不調となり、機体は大気圏に再突入、プエルトリコの北560 kmの大西洋に墜落した。

## 火星探査計画
マリナー計画によるMariner Mars 71 Projectと呼ばれる。マリナーHおよびマリナーIの二機の探査機がペアとなり、火星周回軌道より探査を行う計画である。火星大気の気圧や温度、構成のほか、火星の地形を探査する予定であった。この探査任務はマリナー9号により代替された。

## 探査機
探査機はマグネシウムフレームで構成され、本体は概ね八角形であり、対角長は138.4 cmである。探査機の乾燥重量は558 kg。太陽電池パネルは、長さ215 cm、幅90 cmで4枚取り付けられていた。そのため、探査機の大きさは太陽電池パネル展開時、差し渡し6.89 mとなった。太陽電池の出力は火星軌道上で500 Wである。
主エンジンはヒドラジンと四酸化窒素によるロケットエンジンであり、他に6基の姿勢制御エンジンを装備していた。姿勢制御機器として太陽方向検出器、恒星カノープス方向検出器、ジャイロスコープも搭載していた。